# Drew Cove
Die Drew Cove ist eine Bucht an der Budd-Küste des ostantarktischen Wilkeslands. Sie liegt auf der Nordseite der Mitchell-Halbinsel.
Erstmals kartiert wurde sie anhand von Luftaufnahmen der United States Navy, die 1947 während der Operation Highjump (1946–1947) und 1948 während der Operation Windmill (1947–1948) entstanden. Das Advisory Committee on Antarctic Names benannte sie 1963 nach dem leitenden Bauelektriker John W. Drew, der 1958 auf der Wilkes-Station tätig war.